# Ugoberto Alfassio Grimaldi
Ugoberto Alfassio Grimaldi (Baldichieri d'Asti, 1915 — Voghera, 1986) foi um historiador, ensaísta e jornalista italiano.

## Obras
- Autobiografia di giovani del tempo fascista, Brescia, Morcelliana, 1947
- Il socialismo in Europa, Milano, Garzanti, 1957 (edito anche in Spagna nel 1961)
- I giovani degli anni sessanta (coautore), Bari, Editora Laterza, 1964
- Il re buono, Milano, Feltrinelli, 1970
- Guida alle parole misteriose del nostro tempo (curatore con L. Marchi, supplemento del settimanale Tempo), 1971; nuova ed., Milano, Palazzi, 1971
- Farinacci il più fascista (coautore Gherardo Bozzetti), Milano, Bompiani, 1972
- 10 giugno, il giorno della follia (coautore Gherardo Bozzetti), Bari, Editora Laterza, 1974
- Il coraggio del no (coautore Gherardo Bozzetti), Pavia, Amministrazione Provinciale, 1976
- La stampa di Salò, Milano, Bompiani, 1978
- Bissolati (coautore Gherardo Bozzetti), Milano, Rizzoli, 1983 (premio Acqui Storia)
- Cultura a passo romano. Storia e strategia dei Littoriali della cultura e dell’arte (coautore Gherardo Bozzetti), Milano, Feltrinelli, 1983
- Commento alla Storia d’Italia 1870–1896. La sinistra al potere, di Alfredo Chiappori, Milano, Feltrinelli, 1979